# Parupeneus spilurus
Parupeneus spilurus és una espècie de peix de la família dels múl·lids i de l'ordre dels perciformes.

## Morfologia
Els mascles poden assolir els 36 cm de longitud total.

## Distribució geogràfica
Es troba des del Japó fins a Austràlia Occidental, Nova Caledònia i el nord de Nova Zelanda. També a Tonga.